# Hans Christern
Hans Christern (24 de Janeiro de 1900) foi um oficial (Oberst, ou "coronel") do exército alemão que lutou na Segunda Guerra Mundial.
Foi o comandante da 7ª Divisão Panzer de 23 de Março até 3 de Maio de 1945.
Faleceu em 17 de Junho de 1966. Foi condecorado com a Cruz de Cavaleiro da Cruz de Ferro (31 de Janeiro de 19412).